# Йоланда Маргарита Савойска
Йоланда Маргарита Савойска, родена Йоланда Маргарита Милена Елизабета Романа Мария Савойска (на италиански: Iolanda Margherita Milena Elisabetta Romana Maria di Savoia; * 1 юни 1901, Рим, Кралство Италия; † 16 октомври 1986, Рим, Италия), е принцеса на Италия, принцеса на Албания и чрез брак графиня на Берголо (1924 – 1977), сестра на Йоанна Българска.

## Произход
Тя е най-голямото дете на краля на Италия Виктор Емануил III (* 1869, † 1947), от Савойската династия, и на черногорската принцеса Елена Петрович Негош (* 1873, † 1952). Нейни дядо и баба по бащина линия са кралят на Италия Умберто I и Маргарита Савойска, а по майчина – черногорският княз, а по-късно крал Никола I и княгиня Милена Вукотич. Тя е първа братовчедка на югославския крал Александър I Караджорджевич. Има един брат и три сестри:
- Мафалда Мария Елизабета Анна Романа (* 1902, † 1944), титулярна ландграф на Хесен-Касел като съпруга на Филип фон Хесен-Касел, загинала в концлагера Бухенвалд, принцеса на Савоя, принцеса на Етиопия, принцеса на Албания
- Умберто II (* 1904, † 1983), принц на Пиемонт (1904 – 1946), последен крал на Италия (1946), съпруг на Мария-Жозе Белгийска
- Джована Елизабета Антония Романа Мария, царица Йоанна (* 1907; † 2000), царица на българите (1930 – 1943) като съпруга на цар Борис III, принцеса на Италия, принцеса на Албания, принцеса на Етиопия
- Мария Франческа Анна Романа (* 1914, † 2001), принцеса на Парма, Пиаченца и Гуастала като съпруга на принц Луи-Шарл Бурбон-Пармски, принцеса на Италия, принцеса на Етиопия, принцеса на Албания.

## Биография
Родена е в Рим. Обича много спорта, особено плуването и ездата.
Принцесата отхвърля натиска от страна на баба си, кралицата майка Маргарита Савойска, която иска да я тласне към амбициозен брак, вероятно с престолонаследника на Англия, бъдещият Едуард VIII. Родителите на Йоланда се съгласяват на брака, само при условие че самата Йоланда е съгласна. По време на Първата световна война вестниците публикуваха съобщения за нейния годеж с принца на Уелс, който служи в Италия през 1918 г. Няма основание за тези слухове, но те са възкресени през 1919 г., когато Йоланда се присъединява към майка си Елена Черногорска, сестра си принцеса Мафалда Савойска и херцогинята на Аоста принцеса Елена Орлеанска на посещение в Париж, където принцът се оказва по същото време.
По свое желание се омъжва за граф Джорджо Карло Калви ди Берголо, кавалерийски офицер, на 9 април 1923 г. в Павлинския параклис на двореца „Квиринал“ в Рим. Семейството живее в град Пинероло близо до Торино и има четири деца.
Йоланда следва родителите си със съпруга и децата си в изгнание през 1946 г. в Александрия в Египет и остава там до смъртта на баща си през 1947 г. По време на изгнанието си тя е гувернантка на Боб Кригър, който по-късно става ценен фотограф. След смъртта на баща си тя със семейството си се връща в Рим във вила, построена в имението Капокота, тогава все още собственост на савойските наследници, а днес част от президентското имение Кастелпорциано.
През 1974 г. публикува книга с младежки впечатления и спомени, Paesaggi scomparsi, за издателя „Джовани Волпе“ от Рим.
Умира в клиника в Рим на 85-годишна възраст и е погребана в Монументалното гробище на Торино.

## Брак и потомство
∞ 9 април 1923 в Квиринал в Рим за граф Джорджо Карло Калви ди Берголо (* 15 март 1887, Атина; † 25 февруари 1977, Рим), 6-и граф на Берголо (1924 – 1977), генерал, от когото има един син и три дъщери:
- Мария Лудовика Калви ди Берголо (* 24 януари 1924, Торино), ∞ 1949 за Робер Гаш (* 1918, † 2011), развод 1975, от когото има син и дъщеря.
- Виктория Франческа Калви ди Берголо (* 22 юни 1927, Торино; † март 1985, Гарда), ∞ 1947 за граф Гулиелмо Гуариенти ди Бренцоне (* 1919, † 2006), от когото има двама сина и една дъщеря
- Гуя Анна Калви ди Берголо (* 8 март 1930, Торино), ∞ 1951 за художника Карло Гуариенти (* 1924), от когото има две дъщери.
- Пиерфранческо Калви ди Берголо (* 22 декември 1933, Торино; † 18 юни 2012, Рим), граф на Берголо; ∞ в Светилището на Сералунга ди Креа за Мариза Алазио (* 1936), актриса, от която има син и дъщеря

## Памет
- През 1901 г. в град Салуцо е основана спортната асоциация, носеща нейното име (Unione Ginnico Ricreativa "Jolanda Margherita").
- През 1904 г. в Кастильоне Маритимо (подселище на Фалерна) е създадено дружество за взаимопомощ на работниците, което приема името „Принцеса Йоланда Маргарита“.
- През 1910 г. град Ле Венецие в района на Ферара е преименуван – след посещението на краля и дъщеря му, на Йоланда ди Савоя – име, което носи и днес.
- Джакомо Пучини ѝ посвещава Химна на Рим през 1919 г.[5]
- Паркът „Принцеса Йоланда“ в Неапол е кръстен на нея.